# Скальский, Владислав Владимирович
Владисла́в Влади́мирович Ска́льский (укр. Владислав Володимирович Скальський; род. 18 января 1976 года, Винница) — украинский топ-менеджер, государственный служащий. Председатель Винницкой облгосадминистрации с 18 сентября 2019 года до 18 июня 2020 года.

## Биография

### Образование
Окончил факультет строительства Винницкого государственного технического университета, специалист по теплогазоснабжению, вентиляции и охране воздушного бассейна (1993—1998). Изучал бизнес-администрирование в Национальном университете «Киево-Могилянская академия» (2014—2016).

### Трудовая деятельность
С 1997 года — менеджер ООО «ТК ВинницаЮгторг» (оптовая продажа алкогольных напитков). С 1999 года — заместитель директора по строительству ООО «Европа», Винница. С 2006 года — менеджер-стажер, затем управляющий торговым залом, старший управляющий торговым залом ООО «МЕТРО Кэш энд Керри Украина», Киев. С апреля 2007 года — директор торгового центра, Винница. С июля 2010 года работал в Казахстане (отвечал за развитие сети торговых центров ООО «МЕТРО Кэш энд Керри Казахстан»). Апрель 2012 — апрель 2014 — директор дивизионов «Юг» и «Сибирь» федеральной сети гипермаркетов компании «Лента», Россия.
С июля 2014 года — генеральный директор ООО «ТПС недвижимость Киев». Апрель — июль 2015 — и.о. генерального директора ГП «Центр государственного земельного кадастра» при Госгеокадастре Украины. Февраль — июнь 2016 — директор КП «Институт развития городов» Винницкого городского совета. С июня 2016 года — заместитель Винницкого городского головы Сергея Моргунова. Зона ответственности: экономика, финансы, стратегическое развитие.
Председатель Винницкой облгосадминистрации с 18 сентября 2019 года до 18 июня 2020 года.
Депутат Винницкого областного совета VIII созыва. Председатель постоянной комиссии по инвестициям, стратегическому развитию и местному самоуправлению.

### Личная жизнь
Женат, имеет дочь.